# Samer Abu Daqqa
Samer Abu Daqqa (Arabisch: سامر أبو دقة) (Abasan al-Kabira, 1978 – Khan Younis, 15 december 2023) was een Belgisch-Palestijnse cameraman die voor het televisienetwerk Al Jazeera werkte. Nadat op 7 oktober 2023 de oorlog tussen Hamas en Israël was uitgebroken, werd hij op 15 december gedood in Khan Yunis. Dit gebeurde bij een Israëlische droneaanval op een camerateam van Al Jazeera, terwijl ze een reportage aan het maken waren.

## Opleiding en carrière
Hij behaalde een bachelordiploma in journalistiek en media aan de Al-Azhar-universiteit in Gaza-Stad. Hij begon zijn werk als journalist voor de krant Al-Shaab en ging in 2004 voor Al-Jazeera werken. Hij was een van de oprichters van het kantoor van de zender in de Gazastrook, waar hij ruim twintig jaar als fotograaf en technicus voor Al-Jazeera werkte. 
Hij ontving de Distinguished Arab Journalist Award van de Union of Arab Journalists in 2004 en de Distinguished International Journalist Award van Reporters Without Borders in 2007.

## Privé
Hij had de Belgische nationaliteit en is vader van drie zonen en een dochter.

## Overlijden
Abu Daqqa was op 15 december 2023 als cameraman van Al Jazeera bezig met een reportage over een eerder door Israël gebombardeerde school in Khan Younis in zuidelijk Gaza, die in gebruik was als schuilplaats voor vluchtelingen. Abu Daqqa raakte volgens Al Jazeera bij de Farhana-school gewond bij een Israëlische droneaanval. Zijn collega in het camerateam, de journalist Wael Al-Dahdouh, raakte lichtgewond.
Volgens de berichten konden ambulances en reddingswerkers de plek niet bereiken, omdat het Israëlische leger dat verhinderde. Een ambulance die een poging deed om hem te redden werd beschoten. Na vijf uur kon alleen nog het lichaam van de doodgebloede cameraman worden geborgen. De school zelf zou ook vanuit drones met raketten zijn beschoten, waarbij drie reddingswerkers werden gedood.

### Internationaal Strafhof
Al Jazeera kondigde aan een procedure te zijn gestart om Israël voor het als sluipmoord omschreven incident aan te klagen bij het Internationaal Strafhof. De aanklacht zal tevens het terugkerende patroon van aanvallen op Al Jazeera in de bezette Palestijnse gebieden en ophitsing tegen de omroep omvatten. In 2022 diende Al Jazeera ook al een aanklacht bij het Hof in over de moord op Shireen Abu Akleh op de Westelijke Jordaanoever, maar de behandeling daarvan werd op de lange baan geschoven.